# 安城古城

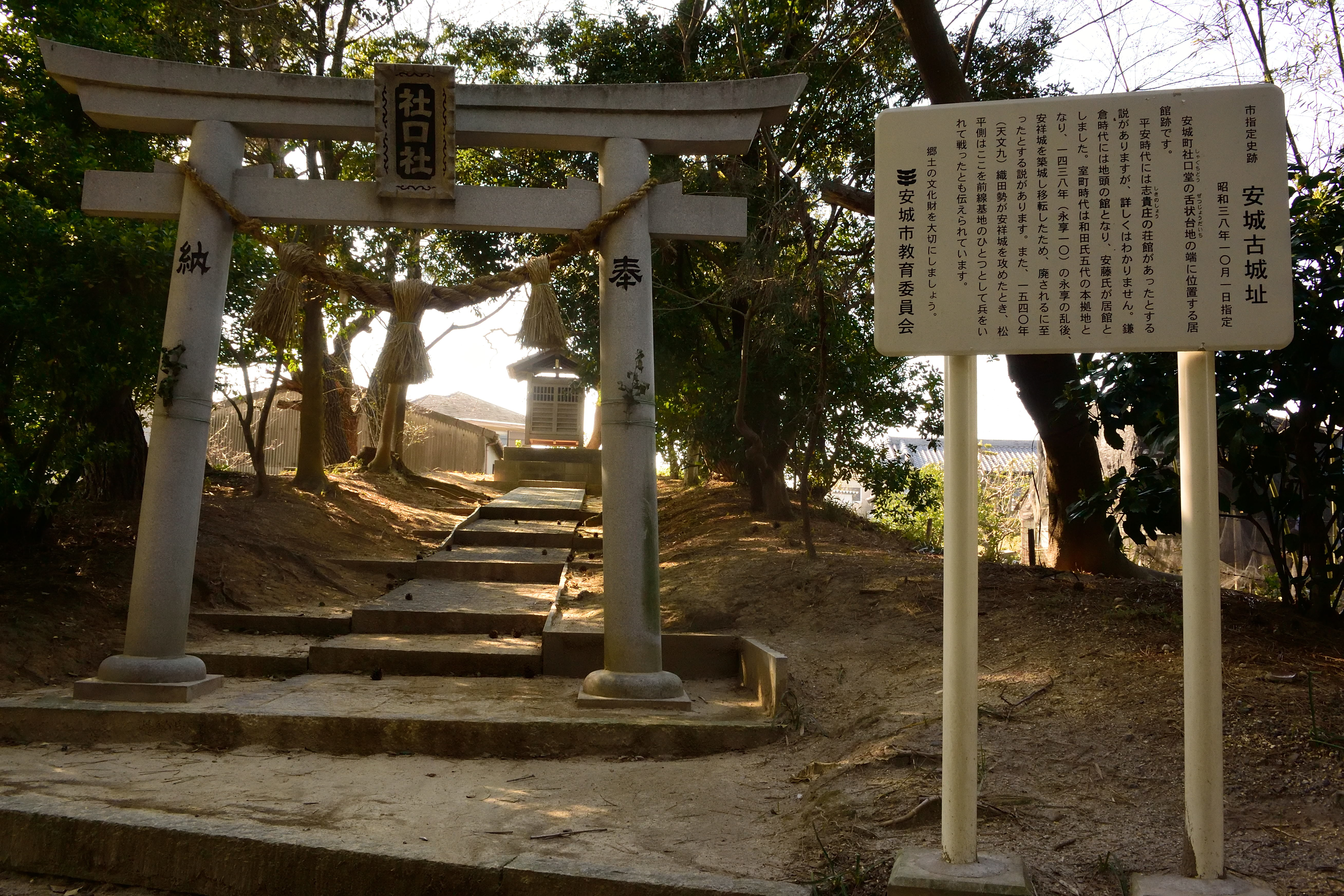
安城古城址

安城古城（あんじょうこじょう）は、愛知県安城市安城町社口堂にあった城。安祥古城の表記もある。

## 概要
安祥城築城以前の志貴荘の中心地で、荘館が置かれた日本の城。安祥城の西隣にあった。築城年代は、平安時代末期（1032年または、1166年?）。三河古城記では、安城城とし、安祥城を安城森城として掲載。三河国二葉松の三州古城記には、安城村古城として掲載。
1032年、三河国司の藤原保相は、志貴荘を私領とし、これを関白太政大臣藤原頼通に寄進した。仁安元年（1166年）には平清盛の荘園となり、平信範が志貴荘下条の支配を命じられる、彼は三河には住まず、地方の豪族を「荘官」にして管理させていた。この安城古城が、志貴荘の荘館であった。
鎌倉時代には地頭の安藤氏が居館としている。室町時代には、足利幕府の奉公衆の畠山宗元が志貴荘の代官として赴任してきた。その後、畠山宗元の家系は和田氏を名乗り、和田氏五代の本拠となった。永享10年(1438年)の永享の乱の後、和田親平が、新たに安祥城（1440年）を築城したため、いったん廃城になった。
戦国時代に入ると、天文9年（1540年）織田信秀は西三河へ侵入し、安祥城を攻めた。刈屋城主で織田信秀方に所属していた水野忠政は安祥城の西にある松平氏の前線基地の安祥古城を攻撃した。これにより、安祥城は陥落したという。 
歴代城主に、多門縫殿助重則（干城録 第9に安城御譜第）、酒井左衛門の名が見える。
志貴の名前は、志貴小学校（愛知県安城市柿碕町）に現存する。

## 志貴荘
旧碧海郡の川島、上条（安城）、下条（古井）、矢作、宇頭、柿碕、尾崎、今村、牛田、米津道場、など47か村に及ぶ広大な地域。矢作川西岸の碧海台地（安城ヶ原）の東部。